# Kamena Vourla (Gemeindebezirk)
Kamena Vourla (griechisch Καμένα Βούρλα (n. pl.)) ist ein Gemeindebezirk in der gleichnamigen Gemeinde Kamena Vourla im  Regionalbezirk Fthiotida in der griechischen Region Mittelgriechenland.

## Verwaltungsgliederung
Am 8. Juli 1947 wurde die Kinotita Kamena Vourla (Κοινότητα Καμένων Βούρλων) gegründet. Diese wurde am 30. Oktober 1964 zur Gemeinde erhoben und ein Jahr später am 13. Dezember 1965 die Siedlung Karya untergeordnet. Mit der Gemeindereform 1997 wurden der Gemeinde die Kinotita Kenourgio, der östliche Teil der Gemeinde Thronio, bestehend aus den Orten Kenourgio, Agia Ekaterini und Reginio zugeordnet. 2001 wurde der Ort Neo Thronio innerhalb der Gemeinde gegründet. Mit dem Kallikratis-Programm wurde die Gemeinde Kamena Vourla zum Gemeindebezirk herabgestuft und zusammen mit den ehemaligen Gemeinden Agios Konstantinos und Molos zur Gemeinde Molos-Agios Konstantinos zusammengefasst. Diese Gemeinde wurde am 19. Juli 2018 in Kamena Vourla umbenannt.
| Dimotiki Kinotita | griechischer Name                  | Code     | Fläche (km²) | Einwohner 2001 | Einwohner 2011 | Einwohner 2021 | Dörfer und Siedlungen                                   |
| ----------------- | ---------------------------------- | -------- | ------------ | -------------- | -------------- | -------------- | ------------------------------------------------------- |
| Kamena Vourla     | Δημοτική Κοινότητα Καμένων Βούρλων | 27040101 | 51,929       | 2848           | 2796           | 2732           | Kamena Vourla, Karya, Skoufi                            |
| Kenourgio         | Δημοτική Κοινότητα Καινουργίου     | 27040102 | 18,788       | 1384           | 1355           | 1115           | Kenourgio, Agia Ekaterini, Agios Dimitrios, Neo Thronio |
| Reginio           | Δημοτική Κοινότητα Ρεγκινίου       | 27040103 | 47,138       | 0832           | 0577           | 0514           | Reginio                                                 |
| Gesamt            | Gesamt                             | 270401   | 117,885      | 5064           | 4728           | 4361           |                                                         |